# Нутбар, Ларс
Ларс Тейлор-Тацудзи Нутбар (англ. Lars Taylor-Tatsuji Nootbaar; 8 сентября 1997, Эль-Сегундо, Калифорния) — американский и японский бейсболист, игрок клуба Главной лиги бейсбола «Сент-Луис Кардиналс». Выступает на позиции аутфилдера. На студенческом уровне играл за команду Южно-Калифорнийского университета. На драфте Главной лиги бейсбола 2018 года был выбран в восьмом раунде. Вошёл в состав сборной Японии на игры Мировой бейсбольной классики 2023 года.

## Биография

### Ранние годы и начало карьеры
Ларс Нутбар родился 8 сентября 1997 года в Эль-Сегундо в Калифорнии. Один из трёх детей в семье американца Чарли Нутбара и японки Куми Энокиды. Учился в старшей школе Эль-Сегундо, в течение четырёх лет играл за её бейсбольную команду. Трижды признавался самым ценным игроком лиги, дважды входил в состав сборной звёзд штата. После окончания школы поступил в Южно-Калифорнийский университет.
В 2016 году Нутбар дебютировал в бейсбольном турнире NCAA, сыграл за команду в 33 матчах, 29 из них начал в стартовом составе. Сезон он завершил с показателем отбивания 23,8 %. В 2017 году Нутбар провёл 54 матча и стал лучшим в составе «Тродженс» по показателю занятия баз, количеству выбитых триплов и надёжности игры в защите. Его эффективность на бите по итогам турнира составила 31,3 %, он был включён в состав сборной звёзд конференции Pac-12. В сезоне 2018 года Нутбар сыграл в 54 матчах на позициях левого и центрального аутфилдера, отбивал с эффективностью 24,9 %. Летом 2018 года на драфте Главной лиги бейсбола он был выбран «Сент-Луисом» в восьмом раунде под общим 243 номером.

### Профессиональный бейсбол
После подписания контракта Нутбар начал выступления в фарм-системе «Кардиналс». В 2019 году он достиг уровня AA-лиги, весной 2021 года принимал участие в предсезонных сборах с основной командой, после чего был направлен в клуб AAA-лиги «Мемфис Редбердз». В первой части сезона 2021 года он провёл за «Мемфис» 22 игры, отбивая с показателем 32,9 % и набрав 17 RBI. В июне 2021 года Нутбара вызвали в основной состав «Сент-Луиса», после чего он дебютировал в Главной лиге бейсбола. До конца регулярного чемпионата он принял участие в 58 матчах, его эффективность на бите составила 23,9 %.
Старт сезона 2022 года Нутбар провёл неудачно и был переведён в состав «Редбердз», где сыграл 17 матчей. После возвращения его эффективность на бите выросла, по итогам чемпионата он вошёл в 20 % лучших игроков лиги по ряду статистических показателей. С августа, когда «Кардиналс» обменяли в «Нью-Йорк Янкис» Харрисона Бейдера, он занял место основного правого аутфилдера. В январе 2023 года Нутбар был включён в состав сборной Японии на игры Мировой бейсбольной классики 2023 года.